# Commissaire européen à l'Énergie

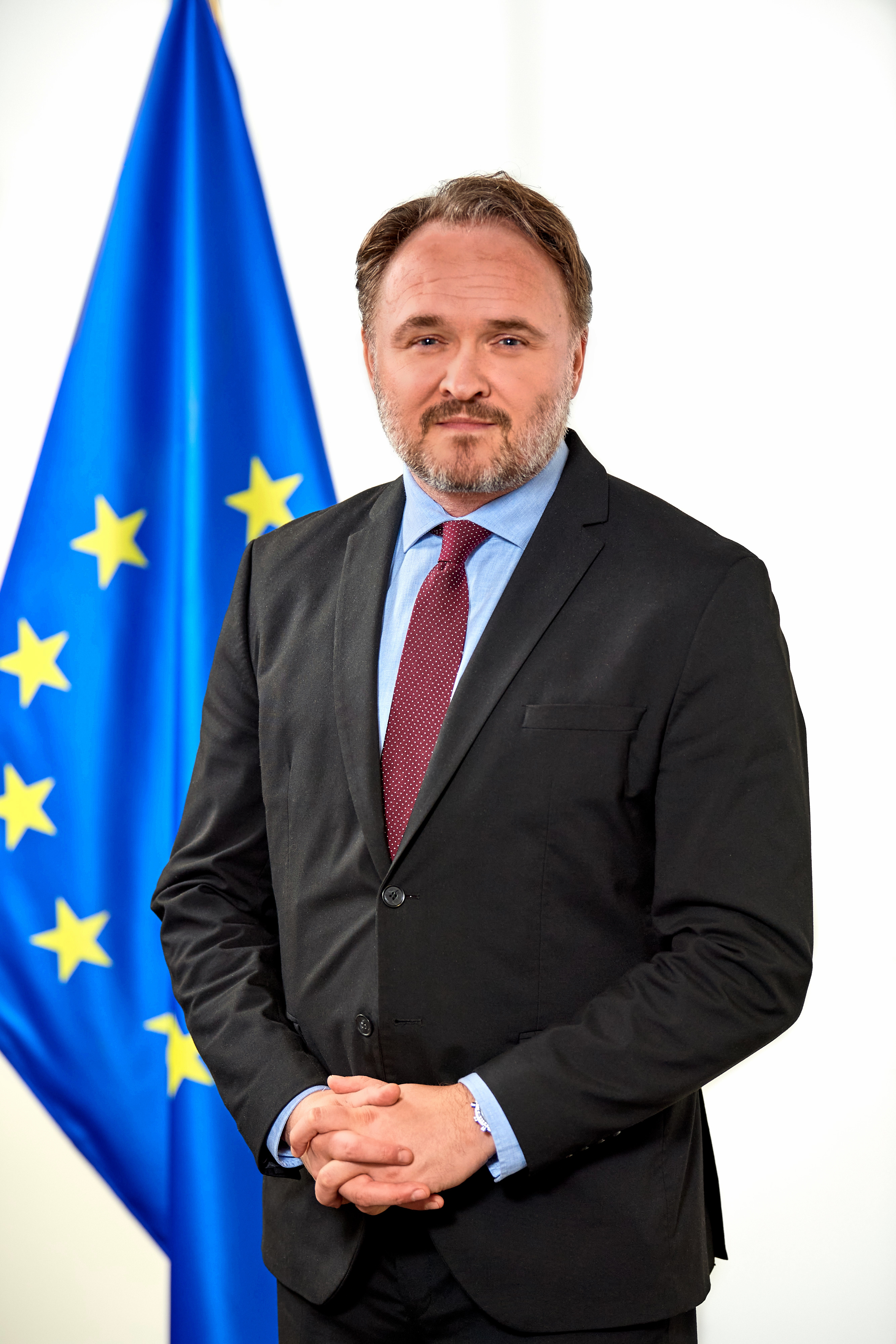
Dan Jørgensen, l'actuel commissaire européen.

Le commissaire européen à l'Énergie et au Logement est un membre de la Commission européenne responsable de la politique énergétique de l'Union européenne ainsi que des questions nucléaires (Euratom). Autrefois marginal au sein de la Commission, il est aujourd'hui très sollicité à mesure que la politique énergétique européenne se développe. 
Le commissaire à l'Énergie doit faire face aux conflits gaziers en cours entre la Russie et l'Ukraine qui menacent les approvisionnements européens, réduire la dépendance à l'égard de l'énergie russe et réduire les émissions de carbone.
La fonction est actuellement occupée par le Danois Dan Jørgensen, entré en poste le 1er décembre 2024 au sein de la commission von der Leyen II.

## Liste des titulaires
| Nom                     | Nationalité | Période     | Commission                  |
| ----------------------- | ----------- | ----------- | --------------------------- |
| Wilhelm Haferkamp       | Allemagne   | 1967-1970   | Commission Rey              |
| Wilhelm Haferkamp       | Allemagne   | 1970-1972   | Commission Malfatti         |
| Wilhelm Haferkamp       | Allemagne   | 1972-1973   | Commission Mansholt         |
| Henri François Simonet  | Belgique    | 1973-1977   | Commission Ortoli           |
| Guido Brunner           | Allemagne   | 1977-1981   | Commission Jenkins          |
| Étienne Davignon        | Belgique    | 1981-1985   | Commission Thorn            |
| Nicolas Mosar           | Luxembourg  | 1985-1989   | Commission Delors I         |
| António Cardoso e Cunha | Portugal    | 1989-1993   | Commission Delors II        |
| Marcelino Oreja         | Espagne     | 1993-1994   | Commission Delors III       |
| Abel Matutes            | Espagne     | 1994-1995   | Commission Delors III       |
| Chrístos Papoutsís      | Grèce       | 1995-1999   | Commission Santer           |
| Chrístos Papoutsís      | Grèce       | 1999        | Commission Marín            |
| Loyola de Palacio       | Espagne     | 1999-2004   | Commission Prodi            |
| Andris Piebalgs         | Lettonie    | 2004-2010   | Commission Barroso I        |
| Günther Oettinger       | Allemagne   | 2010-2014   | Commission Barroso II       |
| Miguel Arias Cañete     | Espagne     | 2014-2019   | Commission Juncker          |
| Kadri Simson            | Estonie     | 2019-2024   | Commission von der Leyen I  |
| Dan Jørgensen           | Danemark    | Depuis 2024 | Commission von der Leyen II |